# Грушовска, Анна
Анна Грушовска (словац. Anna Hrušovská; 7 января 1912, Будапешт — 4 февраля 2006, Братислава) — словацкая оперная певица (колоратурное сопрано) и вокальный педагог.
Училась частным образом у Йозефа Эгема в Братиславе, затем в Венской консерватории. В 1942—1945 гг. солистка Грацской оперы. Вернувшись в Чехословакию, до 1959 г. пела на сцене Словацкого национального театра. Была знаменита как исполнительница моцартовских партий, а также Джильды в «Риголетто» Джузеппе Верди и Виолетты в «Травиате».
В 1956—1979 гг. преподавала в Высшей школе исполнительского искусства в Братиславе. Среди её учеников — Луция Попп, Магдалена Гайошова и другие заметные исполнительницы. По методике Грушовской работает вокальное отделение Церковной консерватории в Братиславе.
Вторым браком с 1990 года была замужем за дирижёром Томасом Майером.